# Steganomima delphinensis
Steganomima delphinensis là một loài bướm đêm trong họ Geometridae.